# Campylaspis quadridentata
Campylaspis quadridentata är en kräftdjursart som beskrevs av Michel Ledoyer 1993. Campylaspis quadridentata ingår i släktet Campylaspis och familjen Nannastacidae. Inga underarter finns listade i Catalogue of Life.